# Шеплиц, Иоахим
Иоахим Шеплиц (нем. Joachim Scheplitz; 1566, Витшток — 20 февраля 1634) — немецкий юрист.

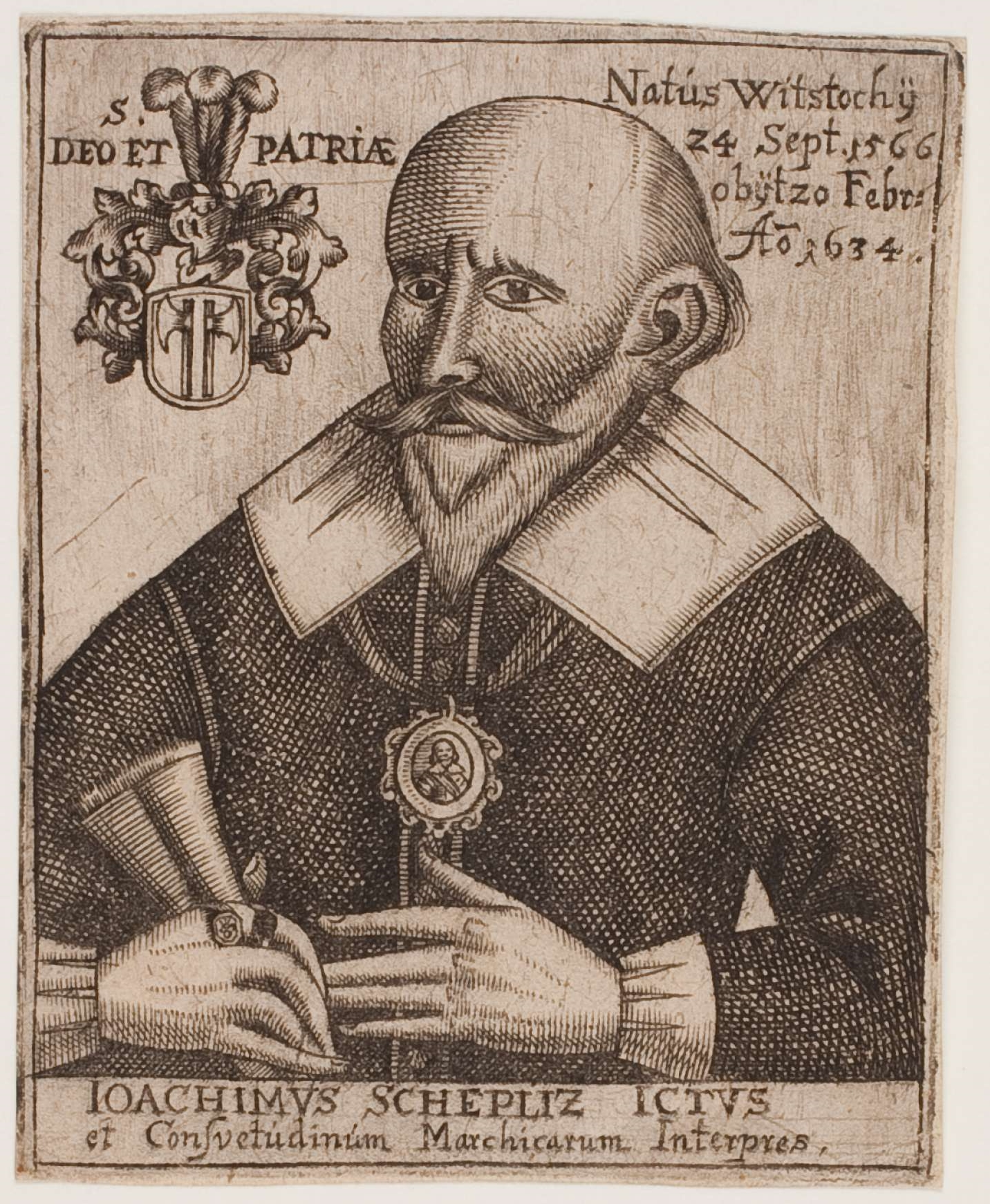
Иоахим Шеплиц

Его главным трудом является переработка составленного Бальтазаром Кламмером († в 1578 году), канцлером великого герцога брауншвейг-люнебургского, сочинения по общему и ленному праву (с 1599 по 1650 год — 7 изданий, под заглавием «Promptuarium tam. juris civilis quam feudalis — Kurzer Auszug des gemeinen Lehen- und Kaiserrechts». Кроме того, Шеплиц напечатал «Etzliche Statuten und Gewohnheiten der Chur und Mark-Brandenburg» (Йена, 1608).